# Edifici Roma
L'edifici Roma o edifici Ciutat de Roma està situat al carrer Rafael Altamira número 1 de la ciutat d'Alacant (País Valencià). Va ser construït entre 1941 i 1942 segons el projecte de l'arquitecte Gabriel Penalva Asensi.
El va construir l'empresa conservera Lloret & Llinares S.L.
Les característiques més important d'aquest edifici són les referències al món de la màquina, amb el seu disseny aerodinàmic i de transatlàntic. L'ús de les seues dues primeres plantes és d'oficines i comercials i les restants són habitatges.